# Pojezna
Pojezna (szerbül: Појезна), település Bosznia-Hercegovinában, a Szerb Köztársaság északi régiójában. 

## Fekvése
A település Bosznia-Hercegovina északi részén, Dobojtól légvonalban 23, közúton 31 km-re északnyugatra, községközpontjától légvonalban 16, közúton 26 km-re délre, a Krnjin-hegységben, az Ilova-folyótól északra, 142-240 méteres magasságban található. Területén átfolynak az Ilova jobb oldali mellékvizei. Az egész terület valójában egy alacsony dombvidék, viszonylag széles folyó- és patakvölgyekkel. Pojezna egy szeres típusú település, amely kisebb részekre, azaz házcsoportokra oszlik. A települést egy 28 km hosszú aszfaltút köti össze a községközponttal. Pojezna Derventa, Doboj és Prnjavor városok által alkotott háromszögben található. A falu kellős közepén található a Szent Nagy Mártír, Lázár szerb fejedelemnek szentelt plébániatemploma, az osinjai „Đorđo Panzalović” Általános Iskolához tartozó ötosztályos regionális iskola, valamint a helyi közösség épülete, a második világháborúban és a boszniai háborúban elesett katonák emlékművei. Emellett benzinkút, üzletek és egyéb kereskedelmi létesítmények is találhatók itt.

## Népessége
| Nemzetiségi csoport | Népesség 1991 | Népesség 2013 |
| ------------------- | ------------- | ------------- |
| Szerb               | 1261          | 784           |
| Bosnyák             | 1             | 1             |
| Horvát              | 4             | 7             |
| Jugoszláv           | 6             | 0             |
| Egyéb               | 5             | 3             |
| Összesen            | 1277          | 795           |

## Története
A település 1878-ig tartozott az Oszmán Birodalomhoz, ekkor a berlini kongresszus határozata alapján az Osztrák-Magyar Monarchia része lett. 1879-ben az első osztrák-magyar népszámlálás során a Tešanji járáshoz és Osinje községhez tartozó településnek 46 háztartása és 376 ortodox lakosa volt. 1910-ben a Tešanji járáshoz tartozó településen 84 háztartást, 601 ortodox és 2 muszlim lakost találtak. A monarchia szétesésével 1918-ban előbb a Szerb-Horvát-Szlovén Királyság, majd 1929-től a Jugoszláv Királyság része lett. 1921-ben a Tešanji járáshoz tartozó településnek 631 lakosa volt, mind ortodox szerbek. Az 1929-es törvény értelmében, amikor Bosznia-Hercegovinát négy banovinára, Drinskára, Vrbaskára, Zetskára és Primorskára osztották, a település a Vrbaska banovina (Orbászi bánság) része lett, amelynek székhelye Banja Luka volt. 1939-ben a közigazgatás átszervezésével a Hrvatska banovina (Horvát Bánság) része lett.
A második világháborúban Jugoszlávia megszállása után a Független Horvát Állam (NDH) része lett. A második világháború után 1992-ig a település a szocialista Jugoszlávia keretében a Bosznia-Hercegovinai Népköztársaság része volt. A boszniai háborút lezáró daytoni békeszerződés rendelkezése alapján az ország területét felosztották a Bosznia-hercegovinai Föderáció és a boszniai Szerb Köztársaság között. A békeszerződés utáni területmegosztási megállapodás értelmében a település Derventa község részeként a Boszniai Szerb Köztársasághoz került. 

## Oktatás
Az osinjai „Đorđo Panzalović” Általános Iskolához tartozó területi iskola.

## Nevezetességei
Szent Lázár fejedelem tiszteletére szentelt ortodox temploma a temetővel szemben áll. A templom mérete 19x8 méter. Az építkezés 1964-ben kezdődött. Az alapokat Zvornik-Tuzla püspökének, Longin Tomićnak az áldásával szentelte fel Novak S. Petrović főpap, Dervent plébánosa 1965. augusztus 2-án. A templom tervét a Slavonski Brod-i "Projektbiro" készítette. Az építési munkálatok 1968 tavaszán fejeződtek be, és a templomot 1968. június 26-án szentelte fel Longin Tomić zvornik-tuzlai püspök. A templomot 2000 és 2007 között teljes körűen felújították. A templomfelújítási projektet Nataša Kontić és Vlado Bijeljić derventai építészek készítették. A felújított templomot 2007. augusztus 2-án szentelte fel Zvornik-Tuzla püspöke, Vaszilje. A templom oltárát a kosjerići Nikola Đurović festette. A szlavón tölgyfa ikonosztázt a Belgrád melletti Višnjicából származó Dragan Petrović, az ikonokat pedig a kosjerići Nikola Đurović festette.

## Fordítás
- Ez a szócikk részben vagy egészben  a(z)   Појезна című szerb Wikipédia-szócikk ezen változatának fordításán alapul.  Az eredeti cikk szerkesztőit annak laptörténete sorolja fel. Ez a jelzés csupán a megfogalmazás eredetét és a szerzői jogokat jelzi, nem szolgál a cikkben szereplő információk forrásmegjelöléseként.